# رعنا رحیم‌پور
رعنا رحیم‌پور، (زاده ۱۹ دی ۱۳۶۱ در تهران) یک روزنامه‌نگار ایرانی است که برای بی‌بی‌سی کار می‌کرد. رحیم‌پور مجری ارشد تلویزیون بی‌بی‌سی فارسی بود. او برنامه‌های بسیاری از جمله برنامه هسته‌ای ایران، انتخابات ریاست‌جمهوری ۸۸ و پیامدهای آن و همچنین انتخابات ریاست جمهوری ایران ۹۲ را به عنوان مجری پوشش داده بود. رعنا رحیم پور در سال ۲۰۰۹ با یک انگلیسی ازدواج کرد و دو فرزند به نام‌های تارا و دامون دارد

## زندگی‌نامه
رعنا رحیم‌پور زاده ۱۹ دی ۱۳۶۱ در تهران است. او در ایران وارد دانشگاه شد و ۲۵ سال نخست زندگی خود را در آنجا سپری کرد. رعنا رحیم‌پور دارای مدرک کارشناسی مترجمی زبان انگلیسی از دانشگاه آزاد و مدرک کارشناسی ارشد در رشته حسابداری از دانشگاه الزهرا است. رحیم‌پور در سال ۱۳۸۶ به لندن رفت تا در تلویزیون فارسی بی‌بی‌سی کار کند. او متأهل و دارای دو فرزند است.
رحیم پور به عنوان یک خبرنگار دوزبانه، سیاست‌های ایران را در چندین پلتفرم بی‌بی‌سی از جمله برنامه خبری برجسته نیوزنایت، پوشش می‌داد. رحیم پور از آغاز سال ۲۰۱۸ در نیوز ات تن (News at Ten) حضور داشت. بخش «خمیردندان رحیم‌پور» برنامهٔ «از خبرنگاران خودمان» برای رادیو چهار بی‌بی‌سی از جمله برترین برنامه‌های کاربردی سال ۲۰۱۸ او بود. رعنا رحیم‌پور برای چهلمین سالگرد انقلاب ایران در سال ۱۳۹۷ با جان سیمپسون از بی‌بی‌سی مصاحبه کرد.
رعنا رحیم‌پور در گفتگو با روزنامه تایمز در دفاع از آزادی صریح مطبوعات، علیه آزار و اذیت خبرنگاران بی‌بی‌سی فارسی و اعضای خانواده‌شان در ایران شکایت کرد. در سال ۲۰۱۸ او در شورای حقوق بشر سازمان ملل متحد در ژنو سخنرانی کرد و خواستار پایان دادن به ارعاب روزنامه‌نگاران توسط مقامات ایرانی شد.
در سال ۲۰۲۲ رحیم‌پور جایزه انجمن خبررسانی بین‌المللی را به افراد و شرکت‌های پیشرو در خبررسانی بین‌المللی اهدا کرد.

## جنجال‌ها
رحیم پور در ژانویه ۲۰۱۶ علیرغم داشتن شهروندی بریتانیا، از سفر به آمریکا به دلیل تابعیت ایرانی منع شد.
رعنا رحیم پور در ۱۶ آبان ۱۴۰۱ به دلیل انتشار فایل صوتی از او که در مرکز توجه رسانه‌های فارسی‌زبان داخلی و خارجی قرار گرفته بود، با انتشار استوری در حساب اینستاگرام شخصی خود گفت که برای همیشه با ایران خداحافظی می‌کند.
رحیم پور در ۱۵ فروردین ۱۴۰۲ برای همیشه از بی‌بی‌سی فارسی خداحافظی کرد. رسانه‌های وابسته به جمهوری اسلامی ایران مدعی اخراج وی از شبکه بی‌بی‌سی فارسی شدند.